# Этнографическое обозрение
«Этнографи́ческое обозре́ние» — ведущий российский этнографический научный журнал, охватывающий проблемы таких тесно связанных между собой научных дисциплин как этнография, этнология и социально-культурная антропология. Выходит раз в два месяца.

## История журнала
Основан в 1889 году как печатный орган Общества любителей естествознания, антропологии и этнографии при Московском университете. Издавался четыре раза в год. Основателем и главным редактором в 1889−1916 годах был Н. А. Янчук. Значительную роль в становлении и развитии «Этнографического обозрения» сыграли академики Д. Н. Анучин и В. Ф. Миллер.
C 1910 по 1916 год выходил сдвоенными номерами дважды в год. С 1916 года издание журнала было временно прекращено из-за проблем с финансированием.
В 1926 году издание возобновлено. В 1926—1929 годах выходил под названием «Этнография», в 1931—1991 годах — под названием «Советская этнография». С 1938 по 1947 год выходили сборники статей под тем же названием. С 1946 года восстановлено регулярное издание журнала четыре раза в год. С 1957 года издаётся раз в два месяца. В 1992 году журналу было возвращено дореволюционное название.
Журнал публикует статьи по вопросам этнографии, этнологии, антропологии и культуры народов мира, рецензии, отзывы, сообщения о научной жизни. Включён в список научных журналов ВАК Минобрнауки России.

## Главные редакторы

### «Этнографическое обозрение»
- 1889—1916 — Н. А. Янчук

### «Этнография»
- 1926—1930 — акад. С. Ф. Ольденбург
- 1931—1933 — Н. М. Маторин

### «Советская этнография»
- 1934—1946 — д. и. н. М. Г. Левин
- 1946—1966 — член-корр. АН СССР С. П. Толстов
- 1966—1980 — д. и. н. Ю. П. Аверкиева
- 1980—1991 — член-корр. РАН К. В. Чистов

### «Этнографическое обозрение»
- 1992—1994 — д. и. н. М. В. Крюков
- 1995—2004 — д. и. н. И. В. Власова
- 2004—2009 — д. и. н. С. В. Соколовский
- 2010—2011 — д. и. н. С. В. Чешко
- 2011—2022 — д. и. н. С. В. Соколовский
- с 2022 — к.и.н. А. Л. Елфимов

## Редакционная коллегия
В состав редакционной коллегии входят: д.и.н. С. Н. Абашин, к.и.н. С. С. Алымов, член-корр. РАН С. А. Арутюнов, к.и.н. В. О. Бобровников, член-корр. РАН М. Л. Бутовская, член-корр. РАН М. В. Добровольская, к.и.н. П. С. Куприянов, к.и.н. И. А. Кучерова (зав. редакцией), д.и.н. М. Ю. Мартынова, д. филос.н. Д. В. Михель, к.пол.н. Е. В. Попова, д.и.н. С. В. Соколовский (зам. главного редактора), акад. В. А. Тишков, д.филос.н. Е. Г. Трубина, д.и.н. Е. И. Филиппова (зам. главного редактора), д.и.н. Д. А. Функ.

## Отзывы
В апреле 2014 года директор Наукометрического центра НИУ ВШЭ Иван Стерлигов во время XV Апрельской международной научной конференции «Модернизация науки и общества» сообщил, что в ходе исследования, проведённого учёными из НИУ ВШЭ путём экспертного опроса 56 историков (выбранных 11 историкам «высшего уровня») и последующего анализа 887 анкет по 66 историческим журналам было выяснено, что журнал «Этнографическое обозрение» получил высокую оценку.